# Zoo de Rio de Janeiro
Le zoo de Rio de Janeiro (en portugais : Jardim Zoológico do Rio de Janeiro) est un parc zoologique créé en 1888 et situé à Rio de Janeiro (Brésil).

## Galerie d'animaux du zoo

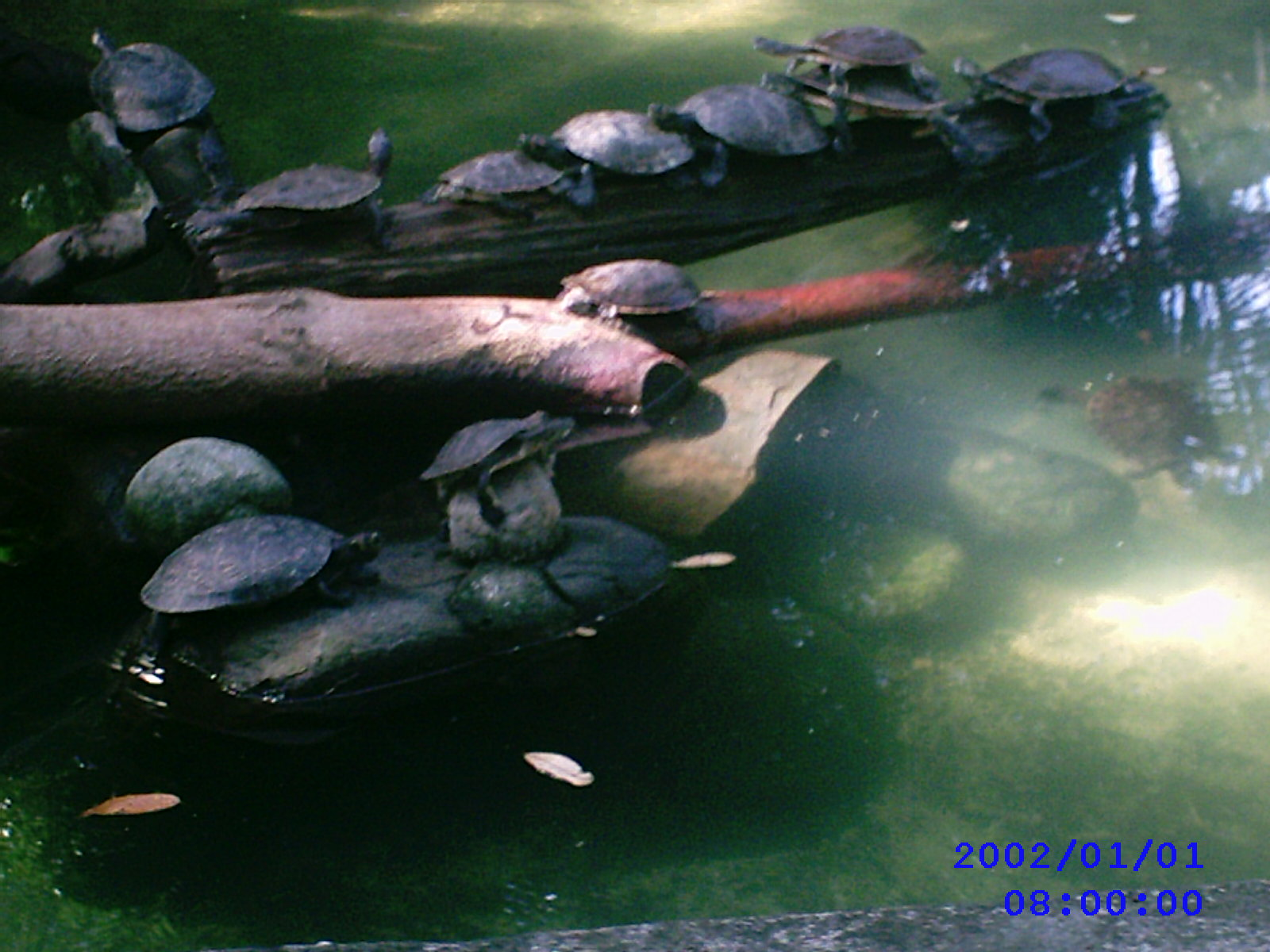
Tortues.
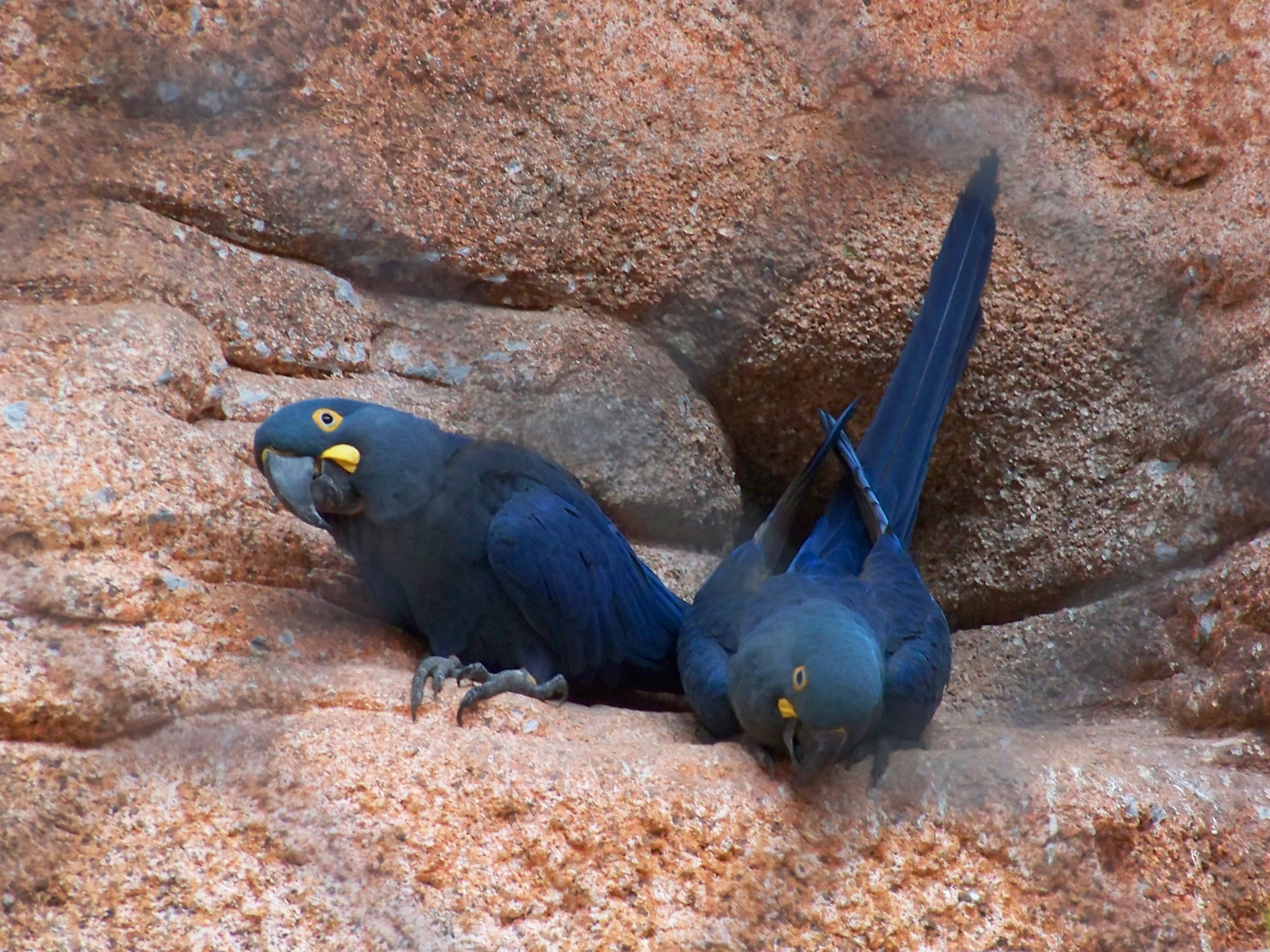
Ara de Lear.
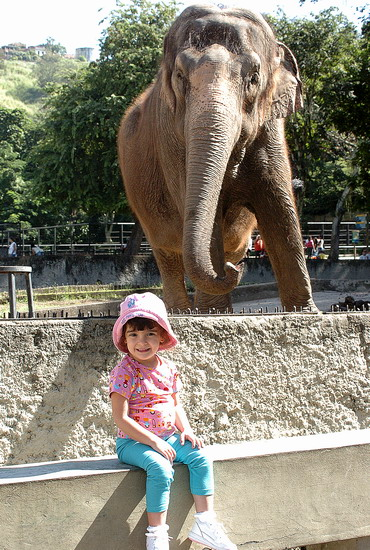
Éléphant.
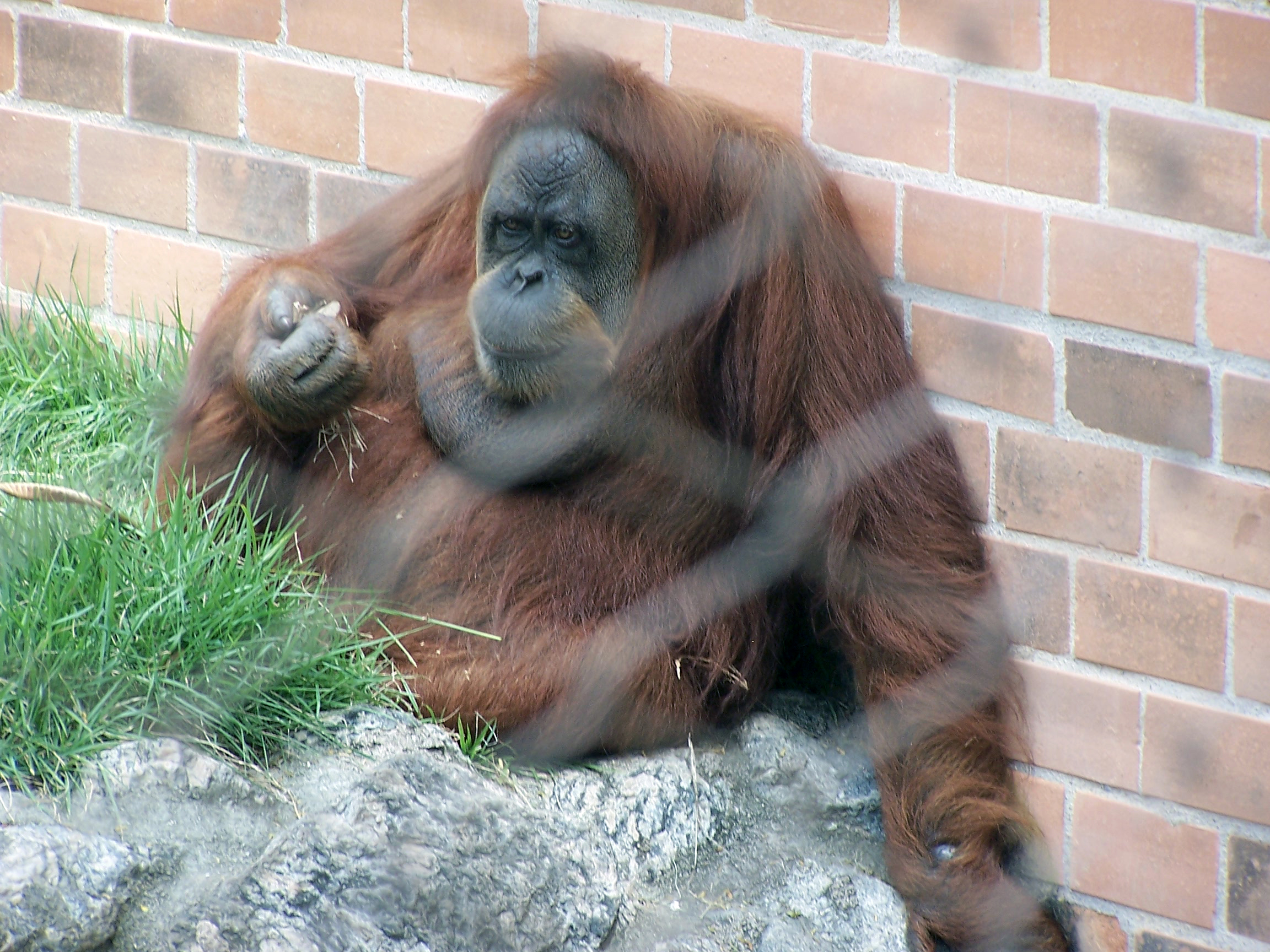
Orang-outan.